# 小栗左多里
小栗左多里（1966年12月10日—），日本圖文漫畫家，出生於日本中部東海地方的岐阜縣關市。著有《達令是外國人》、《達令是外國人2》等。因此二本書而在日本受到歡迎，她的匈牙利-意大利混血兒丈夫東尼·拉斯洛在日本成為相當紅的外國人丈夫，並常曝光於媒體，而《達令是外國人》就是根據她們的生活而寫成的。2012年移居柏林。

## 作品
- 達令是外國人系列
  - 達令是外國人
  - 達令是外國人2
  - 達令的腦袋瓜: 東尼教你英日語（與東尼·拉斯洛合著）
- 老媽的好吃好吃料理（與小栗一江合著）
- 簡單! 勝負飯!（與小栗一江和東尼·拉斯洛合著)
- 小栗&東尼的冒險紀行系列
  - 來去澳洲（與東尼·拉斯洛合著）
  - 來去義大利（與東尼·拉斯洛合著）
  - 來去夏威夷（與東尼·拉斯洛合著）
- 達令是外國人with Baby（與東尼·拉斯洛合著）
- 東尼流的幸福栽培法（東尼·拉斯洛著，小栗左多里繪圖）